# Monona County
Das Monona County ist ein County im US-Bundesstaat Iowa. Bei der Volkszählung im Jahr 2020 hatte das County 8751 Einwohner und eine Bevölkerungsdichte von 4,9 Einwohnern pro Quadratkilometer. Der Verwaltungssitz (County Seat) ist Onawa.

## Geographie
Das County liegt im Westen von Iowa am Ostufer des Missouri River, der die Grenze zu Nebraska bildet. Es hat eine Fläche von 1795 Quadratkilometern, wovon 15 Quadratkilometer Wasserfläche sind. An das Monona County grenzen folgende Countys:
|                            | Woodbury County | Ida County      |
| Thurston County (Nebraska) |                 | Crawford County |
| Burt County (Nebraska)     | Harrison County |                 |

## Geschichte
Das Monona County wurde 1851 aus ehemaligen Teilen des Harrison County gebildet. Benannt wurde es nach dem indianischen Wort für "Schönes Tal".
10 Bauwerke und Stätten des Countys sind im National Register of Historic Places eingetragen.

## Demografische Daten
Nach der Volkszählung im Jahr 2010 lebten im Monona County 9243 Menschen in 4339 Haushalten. Die Bevölkerungsdichte betrug 5,2 Einwohner pro Quadratkilometer.
Ethnisch betrachtet setzte sich die Bevölkerung zusammen aus 97,1 Prozent Weißen, 0,4 Prozent Afroamerikanern, 0,1 Prozent amerikanischen Ureinwohnern, 0,2 Prozent Asiaten sowie aus anderen ethnischen Gruppen; 1,0 Prozent stammten von zwei oder mehr Ethnien ab. Unabhängig von der ethnischen Zugehörigkeit waren 1,2 Prozent der Bevölkerung spanischer oder lateinamerikanischer Abstammung.
In den 4339 Haushalten lebten statistisch je 2,05 Personen.
22,2 Prozent der Bevölkerung waren unter 18 Jahre alt, 54,1 Prozent waren zwischen 18 und 64 und 23,7 Prozent waren 65 Jahre oder älter. 51,1 Prozent der Bevölkerung war weiblich.

Das jährliche Durchschnittseinkommen eines Haushalts lag bei 41.072 US-Dollar. Das Prokopfeinkommen betrug 21.761 US-Dollar. 12,2 Prozent der Einwohner lebten unterhalb der Armutsgrenze.

## Städte und Gemeinden
Citys
| - Blencoe - Castana - Mapleton - Moorhead | - Onawa - Rodney - Soldier - Turin | - Ute - Whiting |

Unincorporated Communitys
- Berne
- Ticonic

## Gliederung
Das Monona County ist in 19 Townships eingeteilt:
| - Ashton Township - Belvidere Township - Center Township - Cooper Township - Fairview Township | - Franklin Township - Grant Township - Jordan Township - Kennebec Township - Lake Township | - Lincoln Township - Maple Township - St. Clair Township - Sherman Township - Sioux Township | - Soldier Township - Spring Valley Township - West Fork Township - Willow Township |

Die Stadt Onawa gehört keiner Township an.